# Musgravia kalimna
Musgravia kalimna är en insektsart som först beskrevs av Otte, D. och R.D. Alexander 1983.  Musgravia kalimna ingår i släktet Musgravia och familjen Mogoplistidae. Inga underarter finns listade i Catalogue of Life.